# قلقلة (مقاطعة دهغلان)
قلقلة (بالفارسية: قلقله) هي قرية تقع في قسم ايلان الشمالي الريفي (مقاطعة دهغلان) في إيران. يقدر عدد سكانها بـ 112 نسمة .